# ویلیام لینگ
ویلیام لینگ (انگلیسی: William Ling؛ ۱ اوت ۱۹۰۸ – ۸ مهٔ ۱۹۸۴) یک داور فوتبال اهل بریتانیا بود. او داوری فینال جام جهانی فوتبال ۱۹۵۴ را بر عهده داشت.